# Campanulina rugosa
Campanulina rugosa är en nässeldjursart som beskrevs av Nutting 1901. Campanulina rugosa ingår i släktet Campanulina och familjen Campanulinidae. Inga underarter finns listade i Catalogue of Life.